# Atli Guðnason
Atli Guðnason (ur. 28 września 1984 w Hafnarfjörður) – islandzki piłkarz, napastnik.
Występuje w Hafnarfjarðar, z tym klubem wygrał pięciokrotnie Úrvalsdeild, a w sezonie 2009 został wybrany najlepszym piłkarzem ligi islandzkiej. W reprezentacji Islandii zadebiutował 10 listopada 2009
w przegranym 1:0 meczu towarzyskim na wyjeździe z Iranem.